# Sepia acuminata
Sepia acuminata е вид главоного от семейство Sepiidae.

## Разпространение и местообитание
Видът е разпространен в Кения, Мадагаскар, Мозамбик, Сомалия, Танзания и Южна Африка (Източен Кейп и Квазулу-Натал).
Обитава крайбрежията на океани. Среща се на дълбочина от 238,5 до 266 m, при температура на водата около 14,9 °C и соленост 35,4 ‰.